# Рыбицы
Ры́бицы (фин. Riepitsa) — деревня в Гатчинском муниципальном округе Ленинградской области.

## История
На карте Санкт-Петербургской губернии Я. Ф. Шмидта 1770 года упоминается как Рыбеца.

РЫБИЦЫ — деревня Роштон, инспектрисы благородных девиц, число жителей по ревизии: 69 м. п., 79 ж. п. (1838 год)

На карах Ф. Ф. Шуберта 1844 года и С. С. Куторги 1852 года обозначена как деревня Рыбица, состоящая из 29 дворов.
В пояснительном тексте к этнографической карте Санкт-Петербургской губернии П. И. Кёппена 1849 года она записана как деревня Grebitz (Рыбица), финское население которой по состоянию на 1848 год составляли савакоты — 44 м. п., 54 ж. п., всего 98 человек, а также присутствовало «несколько русских жителей», количество которых не указано.

РЫБИЦЫ — деревня князя Витгинштейна, по просёлочной дороге, число дворов — 29, число душ — 69 м. п. (1856 год)

РЫБИЦЫ — деревня владельческая при колодце и ручье, число дворов — 29, число жителей: 69 м. п., 98 ж. п. (1862 год)

В конце XIX — начале XX века деревня административно относилась к Рождественской волости 2-го стана Царскосельского уезда Санкт-Петербургской губернии. Население деревни было исключительно финским.
В 1913 году деревня насчитывала 25 дворов.
Согласно данным переписи населения СССР 1926 года в деревне Рыбицы Меженского сельсовета Рождественской волости Троцкого уезда проживали 218 человек, большинство финны, а также русские и эстонцы.
По данным 1933 года деревня называлась Рыбица и входила в состав Меженского сельсовета Красногвардейского района.

Деревня Рыбицы на карте 1940 года

Согласно топографической карте РККА 1940 года деревня называлась Рыбицы и насчитывала 66 дворов.
По данным 1966, 1973 и 1990 годов деревня Рыбицы входила в состав Орлинского сельсовета Гатчинского района.
В 1997 году в деревне проживали 40 человек, в 2002 году — 66 человек (русские — 89%), в 2007 году — 34, в 2010 году — 53.

## География
Деревня расположена в юго-западной части района на автодороге 41К-464 (Большево — Рыбицы).
Расстояние до административного центра поселения, села Рождествено — 6,5 км.
Расстояние до ближайшей железнодорожной станции Сиверская — 4 км.
Деревня находится на правом берегу реки Оредеж.

## Демография
| 1862 | 2007 | 2010 | 2011 | 2017 |
| ---- | ---- | ---- | ---- | ---- |
| 167  | ↘34  | ↗53  | ↘46  | ↘42  |

### Национальный состав
Согласно данным Всероссийской переписи населения 2021 года в деревне проживал 91 человек, из них:
 русские — 90, один человек национальность не указал.

## Улицы
Центральная.